# Сиеста-Ки (Флорида)
Сиеста-Ки (англ. Siesta Key) — статистически обособленная местность, расположенная в округе Сарасота (штат Флорида, США) с населением в 7150 человек по статистическим данным переписи 2000 года.

## География
По данным Бюро переписи населения США статистически обособленная местность Сиеста-Ки имеет общую площадь в 9,06 квадратных километров, из которых 5,96 кв. километров занимает земля и 3,11 кв. километров — вода. Площадь водных ресурсов округа составляет 34,33 % от всей его площади.
Статистически обособленная местность Сиеста-Ки расположена на высоте 1 м над уровнем моря.

## Демография
| Год переписи        | Нас. |  | %±    |
| ------------------- | ---- |  | ----- |
| 1970                | 4460 |  | —     |
| 1980                | 7010 |  | 57,2% |
| 1990                | 7772 |  | 10,9% |
| 2000                | 7150 |  | −8%   |
| 1970–2000 Источник: |      |  |       |

По данным переписи населения 2000 года в Сиеста-Ки проживало 7150 человек, 2273 семьи, насчитывалось 3783 домашних хозяйств и 7885 жилых домов. Средняя плотность населения составляла около 789,18 человек на один квадратный километр. Расовый состав населённого пункта распределился следующим образом: 98,63 % белых, 0,10 % — чёрных или афроамериканцев, 0,14 % — коренных американцев, 0,43 % — азиатов, 0,01 % — выходцев с тихоокеанских островов, 0,43 % — представителей смешанных рас, 0,25 % — других народностей. Испаноговорящие составили 1,57 % от всех жителей статистически обособленной местности.
Из 3783 домашних хозяйств в 9,9 % воспитывали детей в возрасте до 18 лет, 54,9 % представляли собой совместно проживающие супружеские пары, в 3,7 % семей женщины проживали без мужей, 39,9 % не имели семей. 33,9 % от общего числа семей на момент переписи жили самостоятельно, при этом 17,9 % составили одинокие пожилые люди в возрасте 65 лет и старше. Средний размер домашнего хозяйства составил 1,89 человек, а средний размер семьи — 2,34 человек.
Население статистически обособленной местности по возрастному диапазону по данным переписи 2000 года распределилось следующим образом: 9,0 % — жители младше 18 лет, 1,8 % — между 18 и 24 годами, 15,6 % — от 25 до 44 лет, 33,9 % — от 45 до 64 лет и 39,6 % — в возрасте 65 лет и старше. Средний возраст жителей составил 60 лет. На каждые 100 женщин в Сиеста-Ки приходилось 90,5 мужчин, при этом на каждые сто женщин 18 лет и старше приходилось 88,9 мужчин также старше 18 лет.
Средний доход на одно домашнее хозяйство статистически обособленной местности составил 66 397 долларов США, а средний доход на одну семью — 81 345 долларов. При этом мужчины имели средний доход в 55 240 долларов США в год против 32 263 доллара среднегодового дохода у женщин. Доход на душу населения статистически обособленной местности составил 66 397 долларов в год. 3,0 % от всего числа семей в населённом пункте и 4,4 % от всей численности населения находилось на момент переписи населения за чертой бедности, при этом 4,1 % из них были моложе 18 лет и 3,2 % — в возрасте 65 лет и старше.